# BSS 01
La Bildschirmspiel 01 (abrégée en BSS 01, également appelée RFT TV-Spiel), est une console de jeux vidéo.

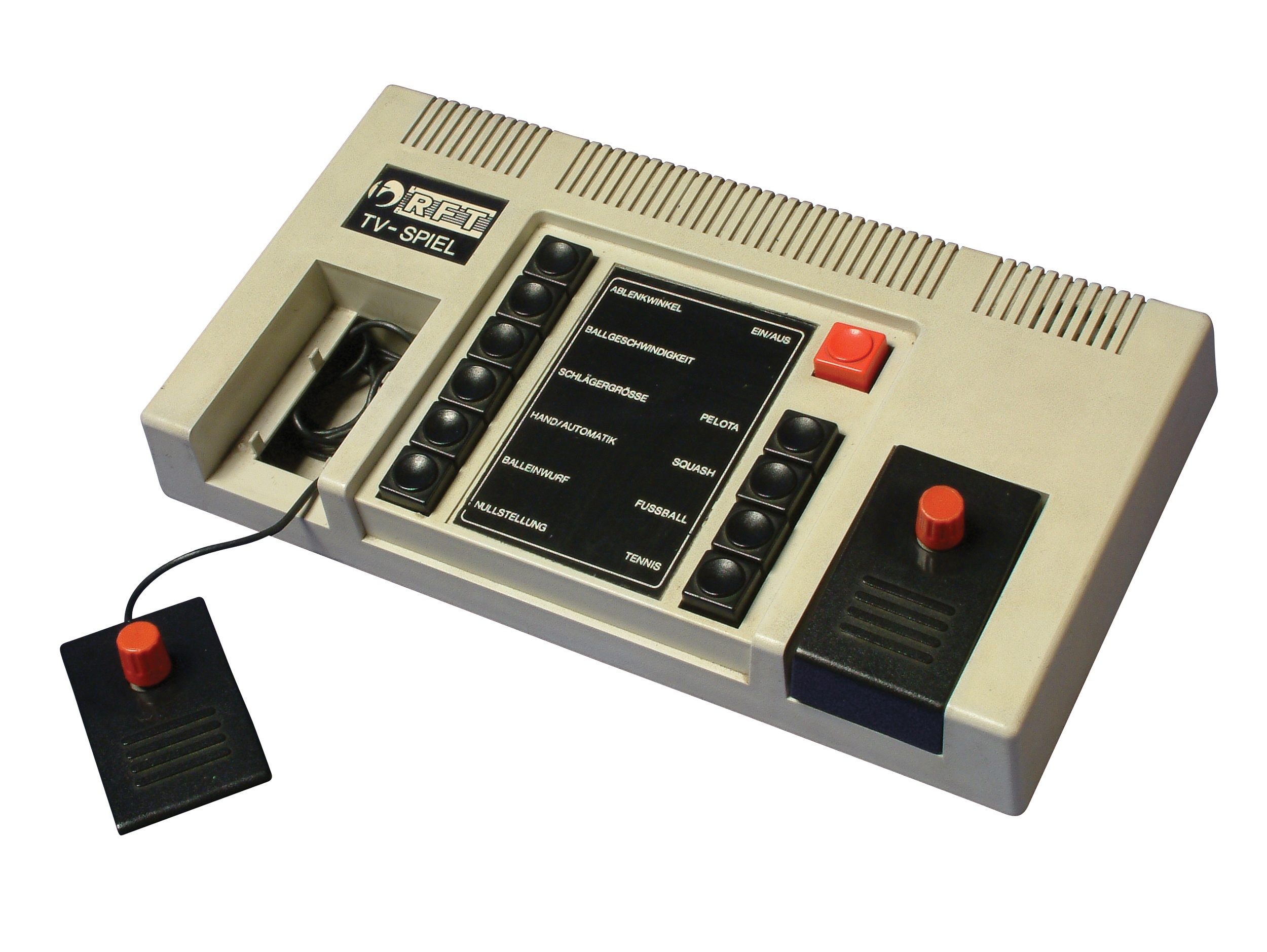

Elle est produite entre 1979 et 1981 par le VEB Halbleiterwerk Frankfurt (Oder) en RDA, qui appartient au Kombinat Mikroelektronik Erfurt. Cependant, en raison du prix d'entrée élevé de 550,00 marks est-allemand, elle a rarement atteint les ménages privés. Le système est une console dite Pong et appartient donc à la première génération de console. La BSS 01 est la seule console de jeu fabriquée en RDA.
Elle est construite autour du circuit intégré AY-3-8500.